# Schlacht bei Leitzersdorf
Stein – Gozzoburg – Radkersburg – Marburg – Hainburg – Pitten – Leitzersdorf – Korneuburg – Bruck – Wien – Feldsberg – Laa – Retz – Eggenburg – Wiener Neustadt
Die Schlacht bei Leitzersdorf wurde am 11. Mai 1484 im Rahmen des 1482 ausgebrochenen dritten Krieges zwischen dem ungarischen König Matthias Corvinus (reg. 1458–90) und Kaiser Friedrich III. (reg. 1452–93) geschlagen. Die Armee Friedrichs, die zum Entsatz der belagerten Stadt Korneuburg anrückte, erlitt dabei eine schwere Niederlage gegen die ungarischen Truppen, die diesen verhindern wollten.

## Ausgangslage
1482 war es erneut zum Krieg zwischen Matthias Corvinus und Friedrich III. gekommen. In seinem Verlauf hatten die ungarischen Truppen große Teile der Habsburgischen Erblande besetzen können. Als König Matthias nach dem Ende der winterlichen Feldzugspause im März 1484 mit drei Armeen die Kampfhandlungen wieder aufnahm, begann der bis dahin bewegendste Abschnitt dieses Krieges. Während die von István Dávidházy († 1484) geführte Armee Bruck an der Leitha belagerte, machte sich die von Tobias von Boskowitz und Černahora kommandierte Armee auf, um weitere Orte in Niederösterreich zu erobern und die Bruck belagernden Truppen zu sichern. Die dritte Armee, die von Péter Geréb geführt wurde, marschierte in die Steiermark und in Kärnten ein, um hier die Streitkräfte Friedrichs III. zu binden.
Nachdem Bruck und seine Zitadelle gefallen waren, begannen die Ungarn am 19. April 1484 mit der Belagerung von Korneuburg, die auch dem Ziel diente, Wien zu zernieren. Friedrich III. wollte den Verlust Korneuburgs unbedingt verhindern und sandte seine Feldarmee zum Entsatz der Stadt. Bei Leitzersdorf im heutigen Bezirk Korneuburg stießen die Streitkräfte Friedrichs am 11. Mai auf die ungarischen Truppen.

## Ablauf der Schlacht
Der Ablauf der Schlacht bei Leitzersdorf ist nur in groben Zügen bekannt, bezüglich taktischer Details finden sich in der Literatur einige Unterschiede. Die beiden Armeen bestanden überwiegend aus Söldnern und es steht fest, dass es den Streitern Friedrichs III. von Anfang an gelang, die ungarischen Truppen zurückzudrängen. Beide Seiten trachteten danach, die Schlacht mit dem Sturm der schweren Reiterei zu entscheiden. Im heftigen Aufeinanderprall der Kavallerieverbände konnten sich die von Hans Wulfersdorfer († 1504), Heinrich Prüschenk († 1500) und Kaspar von Rogendorf († 1506) geführten kaiserlichen Reiter gegen die von István Dávidházy geführte ungarische Reiterei durchsetzen und diese zersprengen. Die Ungarn zogen sich zu ihrem Lager zurück oder flüchteten dorthin.
Im feindlichen Lager aber ereilte die bis dahin siegreichen Streiter Friedrichs III. das Schicksal so vieler mittelalterlicher Heere: Disziplinlosigkeit und Gier nach Beute. Denn sobald sie das ungarische Lager erreicht hatten, begannen die kaiserlichen Kämpfer zu plündern und ihre Schlachtordnung löste sich auf. Der erfahrene ungarische Feldhauptmann Tobias von Boskowitz und Černahora erkannte die günstige Situation und führte nun die Wende herbei. Es gelang ihm, die ungarischen Truppen erneut zu sammeln und einen Gegenstoß auf die völlig mit dem Plündern beschäftigten kaiserlichen Truppen zu führen. Im Gegensatz zu den Ungarn vermochten die kaiserlichen Kommandeure ihre Männer nicht wieder in Schlachtordnung zu formieren, sodass die Schlacht mit der kopflosen Flucht und einer empfindlichen Niederlage der kaiserlichen Streiter endete.

## Folgen der Schlacht
Obwohl die Schlacht bei Leitzersdorf zunächst nicht mehr als „ein taktischer Sieg“ der Ungarn war, stellte sie doch – wie sich noch zeigen sollte –, den von „seinem Ausmaß und … seinen Auswirkungen … bedeutendste[n] offene[n] Zusammenstoß des ganzen Krieges“ dar. Der Widerstandswille der niederösterreichischen Städte konnte zwar durch den Ausgang dieser Schlacht vorerst kaum beeinträchtigt werden, entscheidend aber war, dass Friedrich III. in der Folgezeit nicht mehr in der Lage war, eine neue Feldarmee aufzustellen, sodass die Initiative im Krieg nun völlig auf Matthias Corvinus überging. Ohne Hilfe von außen aber blieb den eingeschlossenen und ausgehungerten Städten letztlich nichts anderes übrig, als sich den Ungarn zu ergeben. Am 3. Dezember streckten die Verteidiger Korneuburgs ihre Waffen und Ende 1484 wurden nur noch Wien und Wiener Neustadt von den Truppen Friedrichs III. gehalten, während der gesamte östliche Teil Niederösterreichs von ungarischen Streitkräften kontrolliert wurde. Wien geriet dadurch immer mehr in Bedrängnis und sollte schon bald das nächste Eroberungsziel des Ungarnkönigs werden.

## Erinnerung an die Schlacht
Anlässlich des 500. Jahrestages der Schlacht ließen die Pfarre Leitzersdorf und der Briefmarkensammlerverein Stockerau im Oktober 1984 nahe der Leitzersdorfer Kirche einen Gedenkstein errichten. Er trägt folgende Inschrift:

„Zur Erinnerung

an die Schlacht bei Leitzersdorf

im Jahre 1484

MATTHIAS CORVINUS

FRIEDRICH III.

Gewidmet von der Pfarre

Leitzersdorf und dem

Briefmarkensammlerverein Stockerau

Okt. 1984“